# Weigela 'Bokrashine'
Weigela 'Bokrashine' (торговое название 'Naomi Campbell') — сорт кустарниковых растений из семейства Жимолостные (Caprifoliaceae) рода Вейгела (Weigela). Синоним назван в честь топ-модели и актрисы Наоми Кэмпбелл.

## Биологическое описание
Относительно низкий, густо разветвлённый кустарник. В Польше высота растений около 1,4 м, ширина около 1,7 м.
Ветви красноватые.
Листья овальные, заострённые на конце, 7—10 × 3,5—5 см, почти голые, темнее, чем у других сортов Вейгелы. Соцветия — небольшие метёлки, состоящие из 7-13 цветков.
Цветки относительно небольшие, около 2 см в диаметре, розовые.

## В культуре
Сорт светолюбив. Рекомендуется посадка на хорошо освещённые солнцем или полузатенённые участки.
Почва кислая или слегка щелочная.
Зоны морозостойкости: от 6a до более тёплых. В Польше в суровые зимы подмерзает.